# Рив, Дэвид
Дэ́вид Рив (англ. David Reeve; род. 23 июля 1946, Ковентри, Англия) — австралийский учёный-востоковед, специализирующийся на истории и культуре Индонезии.

## Биография
Окончил Сиднейский университет (1967) и Школу языков Королевских военно-воздушных сил Австралии (1968 — французский язык, 1969 — индонезийский язык). В 1978 защитил докторскую диссертацию по специальности «история» в Сиднейском университете. Имеет также диплом учителя Сиднейского педагогического коллежа (1980) и сертификат TESOL Сиднейского технологического университета (1993).
Карьеру начал дипломатом в австралийском посольстве в Джакарте (1968—1972), затем перешёл на преподавательскую работу: лектор на кафедре истории и малайско-индонезийских исследований Сиднейского университета (1976—1980), преподаватель индонезийского языка Центра продвинутого обучения в Новом Южном Уэльсе (1978—1989), директор центра языков (1990—1994) и центра китайских и индонезийских исследований (1994—1996) Университета Нового Южного Уэльса, директор Австралийского центра индонезийских исследований в Джокьякарте (1997—1999), заведующий кафедры индонезийского языка школы исследований современных языков Университета Нового Южного Уэльса (2000—2006), заместитель директора Австралийского консорциума индонезийских исследований (2007—2019), Ассоциированный профессор Университета Нового Южного Уэльса (2006—2024).
В качестве приглашённого профессора работал в шести индонезийских университетах.
Как учёный уделяет особое внимание политическим, социально-культурным и этнографическим проблемам, Он пишет также об индонезийском языке, индонезийской диаспоре, изучает вопросы австралийско-индонезийских отношений.

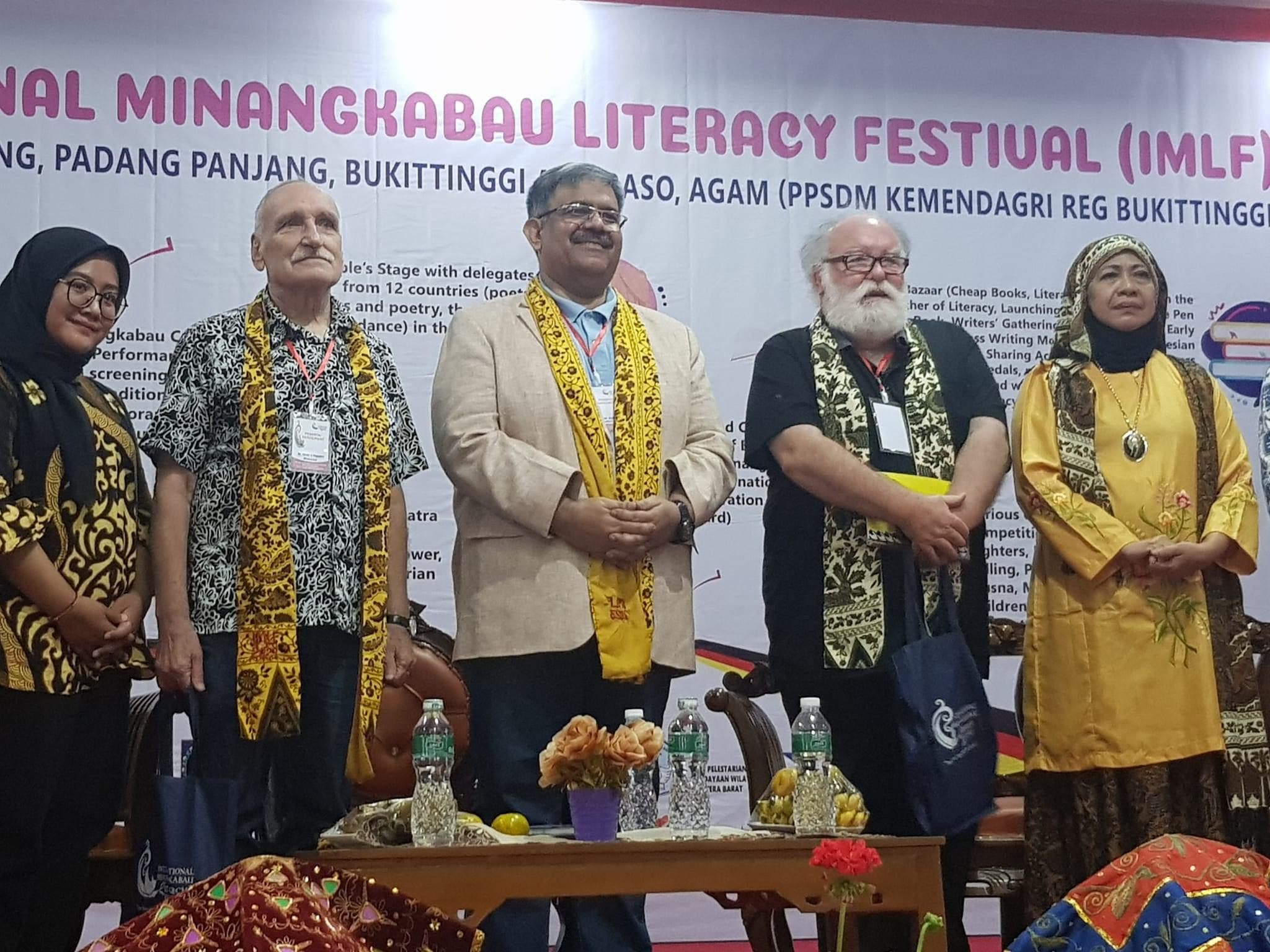
Австралийский востоковед Дэвид Рив (второй справа) на фестивале культуры минангкабау (Котатингги, Западная Суматра) 25 февраля 2023 года

## Публикации[3]

### Книги
- Reeve DG, 2013, Golkar, sejarah yang hilang : akar pemikiran & dinamika, Translation, Komunitas Bambu, Jakarta
- Angkot dan Bus Minangkabau: Budaya Pop & Nilai-Nilai Budaya Pop. 2017[4]
- David Reeve, To Remain Myself, the History of Onghokham, Asian Studies Association of Australia in association with NUS Press, 2022[5]

### Главы в книгах
- Reeve DG, 2001, 'Catatan Penutup', in Mengikis Batas Timur dan Barat: Gerakan Theosofi dan Nasionalisme Indonesia, edn. Original, Jakarta Komunitas Bambu, Jakarta, pp. 163—171
- Reeve DG, 1996, 'Indonesia dominant values', in Australia in Asia communities of thought, edn. Original, Oxford University Press, Melbourne, pp. 126—156
- Reeve DG, 2002, 'Impressions of Sukarno: radical, despot, conservative?', in Legge J (ed.), Impressions of Sukarno: radical, despot, conservative?, edn. Original, Monash University Press, Clayton, pp. 16 — 23
- Reeve DG, 2004, 'Javanese-Chinese Relationship: Difficult, Complicated and Full of Hatred', in Nurudin (ed.), KONFLIK ANTARETNIK Di Pedesann, edn. First, PT LKIS Pelangi Aksara, Indonesia, pp. 9 — 13
- Reeve DG, 2005, 'Poligam Mengalami Reformasi?', in Machali R (ed.), Wacan Poligami di Indonesia, edn. First, Mizan, Indonesia, pp. 1 — 4
- Reeve DG, 2005, 'Kata Pengantar oleh', in Rizal JJ (ed.), Riwayat Tionghoa Peranakan di Jawa Ong Hok Ham, edn. First, Komunitas Bambu, Indonesia, pp. 15 — 42
- Reeve DG, 2006, 'Strange, Suspicious Packages', in Different Societies, Different Futures, edn. First, Institute of Southeast Asian Studies, Singapore, pp. 69 — 86
- Reeve DG, 2007, 'Ong and Tuyul', in ONZE ONG: Onghokham dalam Kenangan, edn. Original, Komunitas Bambu, Indonesia, pp. 95 — 101
- Reeve DG, 2012, 'Ong Hok Ham', in Suryadinata L (ed.), Southeast Asian Personalities of Chinese Descent: A biographical dictionary, Chinese Heritage Centre, Nanyang University, Singapore, pp. 823—826
- Reeve DG, 2014, 'Kata pengantar (Introduction)', in Sang Penjaga Tauhid, Deepublish, Yogyakarta, Indonesia, pp. v — xi
- Reeve DG, 2014, 'Diaspora Power', Inside Indonesia, 115, pp. 1 — 2,

### Статьи в журналах
- Reeve DG, 2012, 'Warna Teosofi Pendiri Bangsa', Kompas
- Reeve DG, 2007, 'Great mind and bon-vivant defied convention', The Sydney Morning Herald, Opinion Section, pp. 52 — 52
- Reeve DG, 2007, 'Ong Hok Ham 1933—2007', Inside Indonesia, 90, pp. 1 — 2
- Reeve DG, 2007, 'The History Wars: Banning Books, Closing Minds?', Asian Analysis, May, pp. 1 — 2
- Reeve DG, 2007, 'Wars within: The story of tempo, an independent magazine in Soeharto`s Indonesia', Bulletin of Indonesian Economic Studies, 43, pp. 422—423
- Reeve DG; Hall N, 2006, 'Microcredit in Indonesia', Asian Analysis, pp. 1 — 2
- Reeve DG, 2006, 'Behind the news: A biography of Peter Russo', Australian Historical Studies, 37, pp. 157—158
- Reeve DG, 2006, 'Suspicions about Australia', Asian Analysis, pp. 1 — 1
- Reeve DG; Newton J, 2005, 'Consolidating Indonesian Democracy p The Case of the PKS', Asian Analysis, 12, pp. 1 — 2
- Reeve DG, 2005, 'President SBY — Applauded Abroad, Doubted at Home', Asian Analysis, 5, pp. 1 — 2
- Reeve DG, 2004, 'Now for the Presidency', Asian Analysis, 5, pp. 1 — 2
- Reeve DG, 2004, 'SBY`s First 100 Days — Looking for a Political Format', Asian Analysis, 12, pp. 1 — 2
- Reeve DG, 2003, 'All Eyes on the Elections', Asian Analysis, November
- Reeve DG, 2003, 'Indonesia 1950—1998 — A Background & Framework (REVIEW)', Teaching History, 37,, pp. 4 — 11
- Reeve DG, 2003, 'Martin Stuart-Fox: A Short History of China and Southeast Asia; Damian Kingsbury: Power Politics and the Indonesian Military; Angelo Romano: Politics and the Press in Indonesia (REVIEW)', Australian Book Review, 254, pp. 43 — 43
- Reeve DG, 2003, 'Two Tests for Megawati', Asian Analysis, April
- Reeve DG, 2002, 'Nicholas Tarling: Southeast Asia (REVIEW)', Australian Book Review, 239, pp. 11 — 12
- Reeve DG, 2002, 'Trying Times', Asian Analysis, April
- Reeve DG, 2001, 'A Sinking Feeling', Asian Analysis, April
- Reeve DG, 2001, 'Dammien Kingsbury: South-East Asia (REVIEW)', Australian Book Review, 231, pp. 34 — 35
- Reeve DG, 2001, 'Catatan Penutup', in Mengikis Batas Timur dan Barat: Gerakan Theosofi dan Nasionalisme Indonesia, edn. Original, Jakarta Komunitas Bambu, Jakarta, pp. 163—171
- Reeve DG, 2000, 'Significant Anti-Australian Feelings', Asian Analysis, July
- Reeve DG, 2013, 'Hong Liu. CHina and the Shaping of Indonesia, 1949—1965. Kyoto CSEAS Series on Asian Studies 4. Singapore: NUS Press, in association with Japan: Kyoto University Press, 2011', Asian Studies Review, pp. 601—602
- Sukarnoism and Indonesia’s ʺfunctional groupʺ state : P.1. Developing ʺIndonesian democracyʺ Review of Indonesian and Malaysian affairs : RIMA. — Sydney : Univ., ISSN 0034-6594, ZDB-ID 404154-9. — Vol. 12.1978, 2, p. 43-94